# Klimtechniek
Met klimtechniek wordt bedoeld wat de eigenlijke techniek is om zich bij het klimmen te verplaatsen, dit kan zowel omhoog, zijwaarts, horizontaal als naar beneden zijn. Dit kan zowel de noodzakelijke bewegingsleer van het lichaam zijn, het juiste gebruik van de klimmaterialen als het persoonlijk gedrag ten opzichte van de natuur door de klimmers.
In Nederland en het Nederlandssprekende gedeelte van België is in samenwerking van de Nederlandse Klim- en Bergsport Vereniging en de Klim- en Bergsportfederatie-Vlaanderen een Klimvaardigheidsbewijs KVB1, KVB2 en KVB3 tot stand gebracht die deze noodzakelijke competenties moeten aantonen. Zij die in het bezit zijn van een KVB beschikken over een minimumaantal bekwaamheden en men kan met behulp van zo’n bewijs aantonen over degelijke kennis te beschikken. De veiligheid tijdens het sportklimmen ligt echter nog steeds in handen van de klimmer en de zekeraar zelf, dus het bezitten van een KVB biedt geen waarborg hierop.

## Touwtechnieken
Onder touwtechnieken vallen materialenkennis van de touwen, touwhandelingen , knopen en touwcommandos.
Dit behoort tot de basisinhoud van het lessenpakket bij de klimscholen.

## Bewegingstechniek
Bij het klimmen moet het menselijk lichaam zich voortdurend aanpassen om aan de ingenomen houding in evenwicht te blijven, dit vraagt ervaring en techniek om het zwaartepunt van het lichaam goed te benutten dit bespaart namelijk een heleboel kracht. De techniek is nu dat men zijn lichaam zo traint dat men automatisch voelt wat men in iedere houding en beweging moet doen om een optimale evenwichtshouding te verkrijgen.
Een klimbeweging kan in de volgende stappen worden onderverdeeld:
- het evenwicht verplaatsen
- voet verplaatsen
- hand verplaatsen
- of een beweging maken

Bij het klimmen heeft men een reeks van mogelijkheden om de vingers, handen en voeten te plaatsen. Eveneens kan men door de armen en benen op een zodanige manier gebruiken dat men een op het eerste gezicht onmogelijke beweging mogelijk maakt.

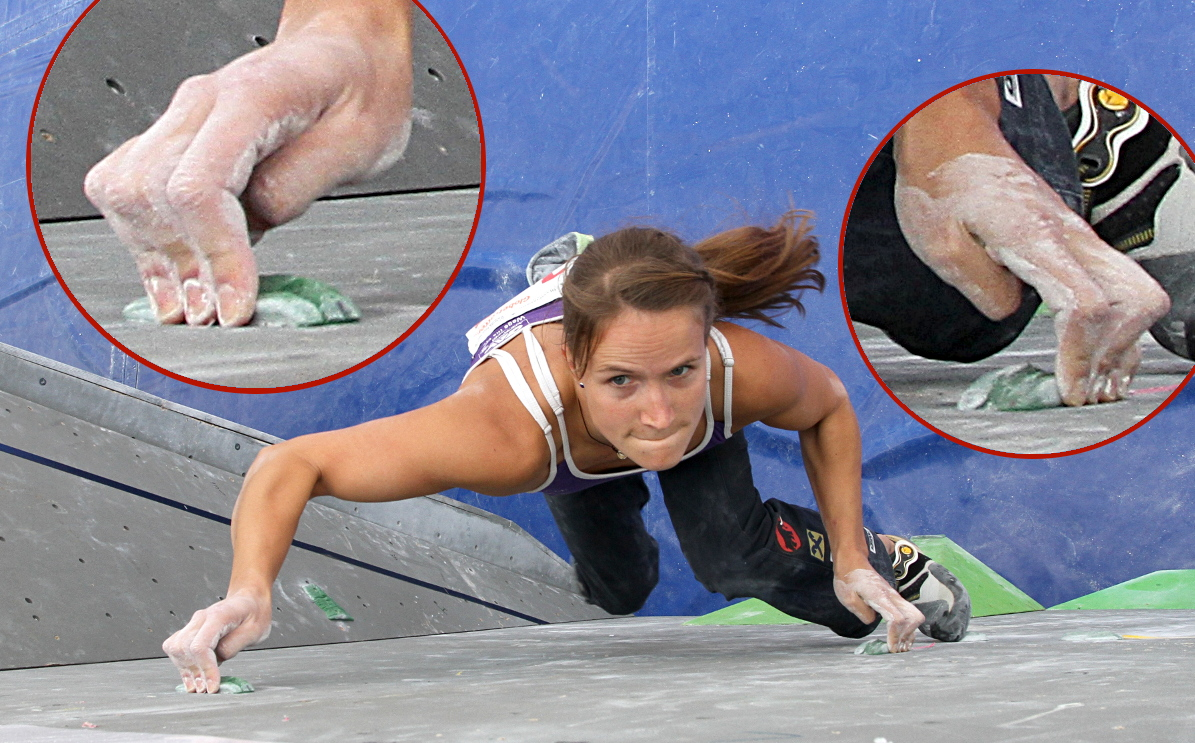
Viervoudig wereldkampioen boulderen Anna Stöhr gebruikt de arqué

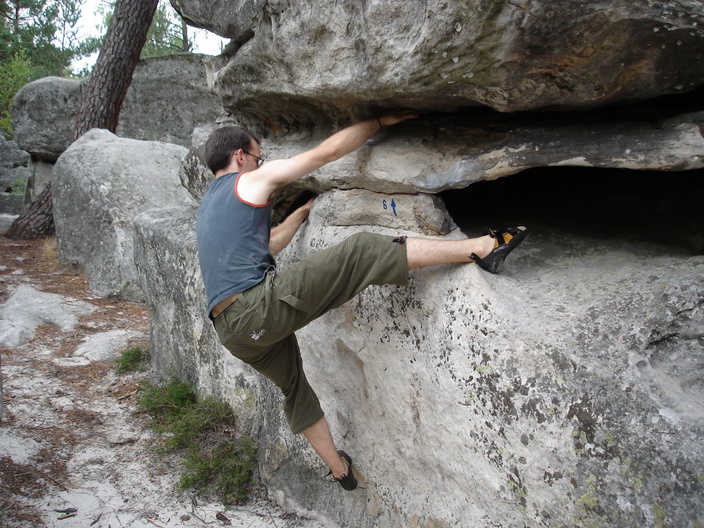
Een klimmer gebruikt de hielhook

De volgende lijst geeft een beknopt overzicht van de benaming en de beschrijving.
| Terminologie       | Synoniem      | Uitleg |
| ------------------ | ------------- | --- |
| Arqué              | Arquée        | Blessuregevoelige vingerhouding, waarbij de verst van de hand gelegen vingergewrichten overstrekt zijn. Ze geeft het risico mee dat de pezen (in)scheuren. (Zie ook het alternatieve Tendue) |
| Egyptian           |               | Indraaibeweging met één voet opzij neergezet met naar binnen gedraaide knie, vergelijk met Egyptische hiërogliefen                                                                           |
| Flagging           |               | Het gebruiken van een been om het evenwicht te bewaren in plaats van deze op een greep te zetten.                                                                                            |
| Foothook           | Hielhook      | Men duwt de hiel zo hard mogelijk naar beneden waardoor de knie komt te buigen en men omhoog gaat. Lett.: hielhaak                                                                           |
| Indraaien          |               | Zo bewegen dat de schouder en heup naar de wand wordt gedraaid, dit om het evenwicht te bewaren.                                                                                             |
| Kikkerhouding      |               | De heupen zo dicht mogelijk tegen de wand drukken door de benen naar buiten te buigen |
| Pied-à-main        | Voet-bij-hand | Klimbeweging waarbij een voet bij een hand neergezet wordt |
| Schoorsteenklimmen |               | Gebruik van spreidtechniek of tegendruktechniek om tussen 2 wanden te klimmen zoals in een schoorsteen.                                                                                      |
| Tendue             | Open-handed   | Vingervriendelijke manier van vasthouden van een greep met afhangende vingers. (zie het alternatieve Arqué)                                                                                  |
| Toehook            | Teenhook      | Zie Foothook, maar gebruik van de tenen in plaats van hiel. (Letterlijk: Teenhaak) |
| Wrijving           |               | Gebruik van de wrijving van de muur/rots en klimschoentjes in plaats van uitsteeksel op de muur/rots                                                                                         |

## Natuurbescherming
Bij de klimtechniek leert men vandaag rekening te houden met het milieu. De bestaande klimgebieden liggen in de natuur en zijn dikwijls niet in staat de toegenomen druk door de groei van het aantal klimmers te weerstaan. Een van de gevolgen van deze toegenomen druk is een toename van erosie.
Tegenover de natuurlijke geologische erosie staat de zogenaamde versnelde erosie. Menselijke activiteit kan leiden tot een enorme toename van de erosiesnelheid en dit met nefaste gevolgen.
Ook het buiten-sportklimmen heeft een nefaste invloed op de omgeving waarin geklommen wordt. Het betreft hier zowel invloed op de flora als de fauna.
De effecten van het sportklimmen op de flora kunnen in twee hoofdgroepen gesplitst worden namelijk de primaire en secundaire effecten. De primaire effecten zijn de effecten van het klimmen op de vegetatie op de rots zelf. De secundaire effecten hebben betrekking op de gevolgen voor de flora als gevolg van het verblijf nabij de rotsen dit door het zich verplaatsen van en naar de klimroutes, picknicken, kamperen, enz...
Klimrotsen worden regelmatig gekuist, het verwijderen van de vegetatie op de rots om het risico op uitglijden te verkleinen is noodzakelijk maar het is destructief voor de vegetatie en heeft ook effect op de nabij groeiende vegetatie doordat het microklimaat verandert. Op de plaats waar een route loopt ontstaat vaak een meters brede strook zonder vegetatie. Toppen en plateauranden worden vaak als uitklim gebruikt waardoor ook boven op de rotsen de eventuele begroeiing kan worden beïnvloed. Daarnaast worden de mogelijk aanwezige bomen soms gebruikt voor het maken van zekeringspunten. Bij veelvuldige toepassing hiervan heeft de bast van de boom veel te lijden.
De vegetatie onderaan de rots heeft het meestal zwaar te verduren omdat daar de naklimmer staat te zekeren en het materiaal zoals het touw en de klimrugzak wordt neergelegd. Bovendien schuurt het touw dat wordt uitgegeven vaak over de grond waardoor vegetatie beschadigd kan raken.
Bij elke menselijke activiteit ontstaat eveneens ook natuuronvriendelijk afval zoals sigarettenpeuken en plastic verpakkingen.
| Afval                 | Afbraaktijd       |
| --------------------- | ----------------- |
| Sigaret zonder filter | 3 maanden         |
| Papieren zakdoek      | 3 maanden         |
| WC-papier             | 3 maanden         |
| Fruitschillen         | 3 tot 6 maanden   |
| Dagblad               | 3 tot 12 maanden  |
| Filtersigaret         | 1 tot 2 jaar      |
| Kauwgom               | 5 jaar            |
| Drankblikje           | 10 tot 100 jaar   |
| Plastiek              | 100 tot 1000 jaar |
| Polystrene            | 1000 jaar         |
| Glas                  | 4000 jaar         |

Om in regel te blijven met de plaatselijke regelingen is het dan ook meer dan raadzaam hiermee rekening te houden. In tal van gebieden in Europa zijn er klimgebieden gesloten doordat men zich niet hield aan de plaatselijke regels of omdat de natuurbelasting te groot was.
Er is een wettelijk kader in Europees verband namelijk: het Natura 2000 project. Met de realisatie van het Natura 2000 netwerk worden in de Europese Unie de belangrijkste typische landschappen beschermd. Er zijn expliciet wetteksten die een natuurvriendelijke sportbeoefening mogelijk maken. Conform met deze wetgeving hebben de klimfederaties een milieuvergunning bekomen voor al de klimmassieven die ze in beheer hebben. De daarin opgenomen voorwaarden worden per klimmassief omgezet in een klimregeling die onder meer een maximum aantal klimmers per dag kan voorzien.
Ook worden de volgende algemene regels aangeraden:
- Laat geen afval of scherpe geuren achter, sigarettenrook bijvoorbeeld is zelfs voor mensen in de verre omtrek te ruiken.
- Klim niet in tijdelijk afgesloten gebieden in het broedseizoen.
- Houdt rekening met een plaatselijk mogelijk rappelverbod.
- Ga niet zomaar dwars door de bossen, volg het aangegeven pad naar de klimrotsen.
- Denkt aan de dieren, blijf er dan zo ver mogelijk vandaan.
- Blijf op de toegelaten routes, laat het opnieuw equiperen over aan hen die bevoegdheid hebben.

Het gaat zelfs zover dat men in Rodellar (Spanje) vraagt dat men zijn persoonlijke behoefte niet in de natuur doet maar zoals in het Zuidpoolgebied in een zakje terug moet meenemen.